# إست تاحمجرت
إست تاحمجرت أو إيزيس تاحمجرت، التي تسمى إست أو كما تنطق باليونانية «إيزيس» فقط في مقبرتها، هي ملكة مصرية قديمة غير حاكمة أو زوجة ملك عاشت في عهد الأسرة العشرين، وقد كانت الزوجة الملكية العظمى للملك رعمسيس الثالث وأم الملك رعمسيس السادس.

## حياتها
ربما كانت من أصل آسيوي؛ فاسم أمها حمجرت (أو حبجيلات أو حبنرجنت) ليس اسماً مصريًا ولكنه اسم سوري، وأحد أبنائها معروف لنا، وهو الملك رعمسيس السادس، الذي خلف ابن أخيه قصير العمر الملك رعمسيس الخامس على العرش ابن الملك رعمسيس الرابع. وبخلاف رعمسيس الخامس، أحفاد الملكة إست تاحمجرت هم رعمسيس السابع، وزوجة الإله آمون إست، والأميران أمونحرخبشف وبانب إن كميت (بانبنكميت)، وهم جميعًا أبناء الملك رعمسيس السادس. وكان من المعتقد أن هذه الملكة هي أم الملك رعمسيس الرابع حتى تم الكشف في ورقة بحثية حديثة عام 2010 لمجلة الآثار المصرية أن الملكة تيتي من المرجح أن تكون أمه، وذلك اعتماداً على نسخ من قطع من بردية سرقة المقابر الشهيرة التي اكتشف منها أنتوني هاريس جعل أنها زوجة رعمسيس الثالث، بالإضافة إلى حقيقة أنها معروفة بكونها أماً للملك، والملكة إست تاحمجرت قد كانت على قيد الحياة في عهد ابنها رعمسيس السادس عندما أصبحت حفيدتها إست زوجة للإله آمون.[بحاجة لمصدر]

## ألقابها
- زوجة الملك العظمى.
- زوجة الملك العظمى وحبيبته.
- ربة الأرضين.
- أم الملك.
- زوجة الإله.

## مقبرتها
دفنت الملكة إست تاحمجرت في وادي الملكات، في المقبرة QV51 حسب الترقيم العلمي. وقد وصفت شمبليون هذه المقبرة، ووُثِّقت في كتاب كارل ليبسيوس «آثار مصر وأثيوبيا». وقد يكون بناء هذا القبر قد بدأ في عهد زوجها الملك رعمسيس الثالث، لكنه انتهى خلال عهد ابنها رعمسيس السادس. وقد نهب القبر في العصور القديمة، وذكر الأمر في البرديات بشأن سرقات للمقابر خلال عهد الأسرة العشرين.
وتتكون المقبرة من ممر ينتهي إلى قاعة رئيسية مع غرفتين جانبيتين. الممر مزين بمشاهد تظهر الملكة أمام مجموعة متنوعة من الآلهة بمن في ذلك بتاح-سوكار، آتوم و أوزير.
وتحتوي الدعائم الخارجية للقاعة الرئيسية على نقش للملك رعمسيس السادس. فتظهر الملكة أمام عدة آلهة، بمن فيهم بتاح. والإله الصقر (حور)، والإله أنحور شو و الإله أتوم. وزينت الغرف الجانبية بمشاهد تظهر مجموعة متنوعة من الآلهة بما في ذلك نيت، سرقت، إست، ونبت حيت.
وقد عُثِر على أجزاء من تابوت من الجرانيت الأحمر خلال حفريات سكياباريللي، وهي الآن في المتحف المصري بمدينة تورينو بإيطاليا.